# 2009 au cinéma
| Années du cinéma : 2006 - 2007 - 2008 - 2009 - 2010 - 2011 - 2012    |
| Décennies du cinéma : 1970 - 1980 - 1990 - 2000 - 2010 - 2020 - 2030 |

Cet article présente les faits marquants de l'année 2009 au cinéma.

## Festivals

### Cannes
Le 62e Festival se tient du 13 mai 2009 au 24 mai 2009 et Isabelle Huppert est la présidente du jury. La palme d'or est décernée au film Le Ruban blanc de Michael Haneke.

### Goyas
- Dimanche 1er février 2009 : Palmarès des principales catégories de la 23e édition des Goyas — les récompenses du cinéma espagnol — qui s'est tenue à Madrid.
  - Meilleur film : Camino de Javier Fesser
  - Meilleur réalisateur : Javier Fesser pour Camino
  - Meilleur acteur : Benicio del Toro pour Che
  - Meilleure actrice : Carme Elias pour Camino
  - Meilleur second rôle masculin : Jordi Dauder pour Camino
  - Meilleur second rôle féminin : Penélope Cruz pour Vicky Cristina Barcelona
  - Meilleure révélation masculine : Juan Manuel Montilla "Langui" pour El truco del manco
  - Meilleure révélation féminine : Nerea Camacho pour Camino
  - Meilleur scénario original : Camino
  - Meilleure adaptation : Los girasoles ciegos
  - Meilleur film européen : 4 mois, 3 semaines, 2 jours de Cristian Mungiu (Roumanie)

### Autres festivals
- du 15 au 25 janvier : Festival du film de Sundance ;
- du 16 au 25 janvier : 21e Festival Premiers plans d'Angers ;
- du 20 au 25 janvier : 12e Festival international du film de comédie de l'Alpe d'Huez[3] ;
- du 28 janvier au 1er février : 16e Fantastic'Arts de Gerardmer[4] ;
- du 5 au 15 février : 59e Festival international du film de Berlin[5] ;
- du 10 au 17 février : 15e Festival international des cinémas d'Asie de Vesoul[6] ;
- du 28 février au 7 mars : 21e Fespaco (Festival panafricain du cinéma et de la télévision de Ouagadougou)[7] ;
- du 11 au 15 mars : 11e Festival du film asiatique de Deauville[8] ;
- du 13 au 22 mars : 31e Festival international de films de femmes de Créteil[9] ;
- du 14 au 21 mars : 23e Festival international de films de Fribourg (FIFF) ;
- du 16 au 21 mars : 10e Festival international du film d'Aubagne - Music & Cinema[10] ;
- du 1er avril au 5 avril 1er Festival international du film policier de Beaune[11],[12] ;
- du 24 au 26 avril : 17e Festival Jules Verne Aventures[13] ;
- du 29 mai au 7 juin : 8e Transilvania International Film Festival de Cluj-Napoca[14] ;
- du 8 au 13 juin : 33e Festival international du film d'animation d'Annecy[15] ;
- x. 14e Semaine du cinéma britannique d'Abbeville ;
- du 30 juin au 5 juillet : 9e Festival international du film fantastique de Neuchâtel
- du 2 au 14 juillet : Festival Paris Cinéma ;
- du 3 au 11 juillet : 44e festival international du film de Karlovy Vary ;
- du 2 au 12 septembre : 66e Mostra de Venise ;
- septembre : 35e Festival du cinéma américain de Deauville ;
- du 13 au 18 octobre : 1re Festival Lumière à Lyon ;
- x. 24e Festival du cinéma sous les étoiles de Saint-Galmier ;
- du 25 novembre au 29 novembre : 17e Festival du cinéma russe à Honfleur : Grand prix : Une guerre (Одна война), 2009, de Vera Glagoleva.

## Récompenses

### Oscars
La 81e cérémonie des Oscars a eu lieu le 22 février 2009. La soirée était animée par Hugh Jackman.
- Meilleur film : Slumdog Millionaire.
- Meilleur acteur : Sean Penn pour Harvey Milk
- Meilleure actrice : Kate Winslet pour The Reader
- Meilleur acteur de second rôle : Heath Ledger pour The Dark Knight
- Meilleure actrice de second rôle : Penélope Cruz pour Vicky Cristina Barcelona
- Meilleur réalisateur : Danny Boyle pour Slumdog Millionaire

### Césars
- La 34e cérémonie des César s'est déroulée le 27 février 2009[17]. La soirée a été animée par Antoine de Caunes et était présidée par Charlotte Gainsbourg[17].

### Autres récompenses
- 11 janvier 2009 : 66e cérémonie des Golden Globes[18]. La soirée est animée par différentes personnalités, dont Salma Hayek, Jennifer Lopez et Drew Barrymore, entre autres[19].

- 25 janvier 2009 : Remise des 15e SAG Awards[20],[21] à Los Angeles.

Pour un article plus général, voir Screen Actors Guild Awards.
- 31 janvier 2009 : Remise des 61e DGA Awards[22],[21]. La soirée était présidée par Michael Apted[22].

Pour un article plus général, voir Directors Guild of America Awards.
- 2 février 2009 : 4e cérémonie des Globes de cristal[23] et était présentée par Carole Gaessler et Jean-Luc Delarue[23].
- 7 février 2009 : Remise du WGA Award à Los Angeles et New York[24].
- 8 février 2009 : Cérémonie des BAFTA Awards[21] à Londres.
- 9 février 2009 : 10e remise des Étoiles d'or du cinéma français à l'Espace Pierre Cardin[25].
- 21 février 2009 : 29e cérémonie des Razzie Awards[21].

- 23 février 2009 : Remise du Prix Daniel Toscan du Plantier du producteur par l'Académie des arts et techniques du cinéma[21], à Pascal Caucheteux pour Un conte de Noël et à Thomas Langmann pour les films Mesrine et Astérix aux Jeux olympiques[26].
- 25 juin 2009 : 36e édition des Saturn Awards.
- 3 octobre 2009 : Le 18e Festival du cinéma d'Amérique latine de Biarritz a couronné la comédie noire Cinco Dias sin Nora (Cinq jours sans Nora), premier long métrage de la Mexicaine Maria Chenillo du Grand prix El Abrazo (L'Accolade). Le Prix du Public est décernait à la comédie El Cuerno de la Abundancia (La Corne d'abondance) du Cubain Juan Carlos Tabio. Le Prix spécial du jury est revenu à Los Paranoicos (Les Paranoïaques) de l'Argentin Gabriel Medina dont l'acteur principal, l'Uruguayen Daniel Hendler a obtenu le Prix d'interprétation masculine[27].
- Prix Romy-Schneider décerné à Déborah François.

## Box-Office

### France
Box-office français
Article détaillé : Box-office France 2009
| Classement | Titre                                      | Pays | Réalisateur                | Box-Office France  | Semaines |
| ---------- | ------------------------------------------ | ---- | -------------------------- | ------------------ | -------- |
| 1.         | Avatar                                     |      | James Cameron              | 14 677 888 entrées | 19 (fin) |
| 2.         | L'Âge de glace 3 : Le Temps des dinosaures |      | Carlos Saldanha            | 7 803 757 entrées  | 23 (fin) |
| 3.         | Harry Potter et le Prince de sang-mêlé     |      | David Yates                | 6 054 081 entrées  | 15 (fin) |
| 4.         | Le Petit Nicolas                           |      | Laurent Tirard             | 5 520 194 entrées  | 19 (fin) |
| 5.         | 2012                                       |      | Roland Emmerich            | 4 631 838 entrées  | 11 (fin) |
| 6.         | Là-haut                                    |      | Bob Peterson / Pete Docter | 4 508 940 entrées  | 28 (fin) |
| 7.         | Twilight - Chapitre II : Tentation         |      | Chris Weitz                | 4 201 484 entrées  | 12 (fin) |
| 8.         | Arthur et la Vengeance de Maltazard        |      | Luc Besson                 | 3 871 771 entrées  | 9 (fin)  |
| 9.         | LOL                                        |      | Lisa Azuelos               | 3 660 204 entrées  | 14 (fin) |
| 10.        | Gran Torino                                |      | Clint Eastwood             | 3 411 031 entrées  | 26 (fin) |

### Suisse
| Class.                                                   | Titre                                      | Pays                  | Réalisateur         | Box-Office Suisse | Date de sortie |
| -------------------------------------------------------- | ------------------------------------------ | --------------------- | ------------------- | ----------------- | -------------- |
| 1.                                                       | L'Âge de glace 3 : Le Temps des dinosaures | États-Unis d'Amérique | Carlos Saldanha     | 720 652 entrées   | 01/07          |
| 2.                                                       | Slumdog Millionaire                        |                       | Danny Boyle         | 432 450 entrées   | 22/01          |
| 3.                                                       | Anges et Démons                            |                       | Ron Howard          | 407 007 entrées   | 13/05          |
| 4.                                                       | Harry Potter et le Prince de sang-mêlé     |                       | David Yates         | 265 711 entrées   | 16/07          |
| 5.                                                       | L'Étrange Histoire de Benjamin Button      |                       | David Fincher       | 235 859 entrées   | 29/01          |
| 6.                                                       | Twilight, chapitre I : Fascination         |                       | Catherine Hardwicke | 225 283 entrées   | 04/02          |
| 7.                                                       | Gran Torino                                |                       | Clint Eastwood      | 213 408 entrées   | 05/03          |
| 8.                                                       | Fast and Furious 4                         | États-Unis            | Justin Lin          | 190 819 entrées   | 09/04          |
| 9.                                                       | La Nuit au musée 2                         | États-Unis            | Shawn Levy          | 183 164 entrées   | 21/05          |
| 10.                                                      | Les Noces rebelles                         | États-Unis            | Sam Mendes          | 172 718 entrées   | 15/01          |
| Source : Procinema.ch - chiffres arrêtés au 22 août 2009 |                                            |                       |                     |                   |                |

### États-Unis,Canada
| Class. | Titre                                      | Pays                  | Réalisateur                    | Box-Office    | Date de sortie |
| --- | ------------------------------------------ | --------------------- | ------------------------------ | ------------- | -------------- |
| 1. | Transformers 2 : la Revanche               |                       | Michael Bay                    | 397 470 858 $ | 24/06          |
| 2. | Là-haut                                    |                       | Bob Peterson et Peter Docter   | 288 510 371 $ | 29/05          |
| 3. | Harry Potter et le Prince de sang-mêlé     |                       | David Yates                    | 287 705 000 $ | 15/07          |
| 4. | Very Bad Trip                              |                       | Todd Phillips                  | 267 238 000 $ | 05/06          |
| 5. | Star Trek                                  |                       | J. J. Abrams                   | 256 133 843 $ | 08/05          |
| 6. | Monstres contre aliens                     |                       | Conrad Vernon et Rob Letterman | 198 291 863 $ | 27/03          |
| 7. | L'Âge de glace 3 : Le Temps des dinosaures | États-Unis d'Amérique | Carlos Saldanha                | 191 646 521 $ | 01/07          |
| 8. | X-Men Origins: Wolverine                   | États-Unis            | Gavin Hood                     | 179 816 721 $ | 01/05          |
| 9. | La Nuit au musée 2                         | États-Unis            | Shawn Levy                     | 175 786 369 $ | 22/05          |
| 10. | La Proposition                             | États-Unis            | Anne Fletcher                  | 158 374 942 $ | 19/06          |
| 11. | Fast and Furious 4                         | États-Unis            | Justin Lin                     | 155 064 265 $ | 03/04          |
| 12. | Paul Blart: Mall Cop                       | États-Unis            | Steve Carr                     | 146 336 178 $ | 16/01          |
| 13. | Taken                                      | États-Unis            | Pierre Morel                   | 145 000 989 $ | 30/01          |
| 14. | Anges et Démons                            |                       | Ron Howard                     | 133 375 846 $ | 15/05          |
| 15. | Terminator Renaissance                     |                       | McG                            | 125 154 841 $ | 21/05          |
| 16. | G.I. Joe                                   |                       | Stephen Sommers                | 111 656 000 $ | 07/08          |
| 17. | Watchmen : Les Gardiens                    |                       | Zack Snyder                    | 107 509 799 $ | 06/03          |
| 18. | Mission-G                                  |                       | Hoyt Yeatman                   | 104 360 000 $ | 24/07          |
| Source : Boxofficemojo.com - Films sortis en 2009 ayant dépassé 100 000 000 $ aux États-Unis et Canada - arrêté au 22 août 2009 |                                            |                       |                                |               |                |

## Principales sorties en salles en France

### Premier trimestre
| Sortie à Paris | Titre                                    | Pays                                                    | Réalisateur                  | Distribution                                                                       |
| -------------- | ---------------------------------------- | ------------------------------------------------------- | ---------------------------- | ---------------------------------------------------------------------------------- |
| 7 janvier      | Che, 1re partie : L'Argentin             | États-Unis d'Amérique                                   | Steven Soderberg             | Benicio del Toro, Demian Bichir                                                    |
| 7 janvier      | De l'autre côté du lit                   |                                                         | Pascale Pouzadoux            | Dany Boon, Sophie Marceau                                                          |
| 7 janvier      | Twilight, chapitre I : Fascination       | États-Unis d'Amérique                                   | Catherine Hardwicke          | Robert Pattinson, Kristen Stewart                                                  |
| 14 janvier     | La Guerre des miss                       |                                                         | Patrice Leconte              | Benoît Poelvoorde, Olivia Bonamy                                                   |
| 14 janvier     | Un homme et son chien                    |                                                         | Francis Huster               | Jean-Paul Belmondo, Julika Jenkins                                                 |
| 21 janvier     | Les Noces rebelles                       | États-Unis d'Amérique                                   | Sam Mendes                   | Kate Winslet, Leonardo DiCaprio, Kathy Bates                                       |
| 21 janvier     | Yes Man                                  | États-Unis d'Amérique                                   | Peyton Reed                  | Jim Carrey, Zooey Deschanel, Bradley Cooper                                        |
| 21 janvier     | Envoyés très spéciaux                    |                                                         | Frédéric Auburtin            | Gérard Lanvin, Gérard Jugnot, Omar Sy, Anne Marivin                                |
| 28 janvier     | Che, 2e partie : Guerilla                | États-Unis d'Amérique                                   | Steven Soderberg             | Benicio del Toro, Franka Potente                                                   |
| 28 janvier     | King Guillaume                           |                                                         | Pierre-François Martin-Laval | Florence Foresti, Pierre-François Martin-Laval                                     |
| 28 janvier     | Walkyrie                                 | États-Unis d'Amérique                                   | Bryan Singer                 | Tom Cruise, Kenneth Branagh                                                        |
| 4 février      | L'Étrange Histoire de Benjamin Button    | États-Unis d'Amérique                                   | David Fincher                | Brad Pitt, Cate Blanchett                                                          |
| 4 février      | Volt, star malgré lui                    | États-Unis d'Amérique                                   | Chris Sanders                |                                                                                    |
| 4 février      | LOL                                      |                                                         | Lisa Alessandrin             | Sophie Marceau, Alexandre Astier                                                   |
| 11 février     | Le Séminaire                             |                                                         | Charles Nemes                | Bruno Solo, Yvan Le Bolloc'h, Armelle                                              |
| 18 février     | Banlieue 13 - Ultimatum                  |                                                         | Patrick Alessandrin          | Cyril Raffaelli, David Belle, Camille de Pazzis                                    |
| 18 février     | La Panthère rose 2                       | États-Unis d'Amérique                                   | Harald Zwart                 | Steve Martin, John Cleese, Andy García                                             |
| 18 février     | Palace pour chiens                       | États-Unis d'Amérique                                   | Thor Freudenthal             | Don Cheadle, Emma Roberts                                                          |
| 18 février     | Le code a changé                         |                                                         | Danièle Thompson             | Karin Viard, Dany Boon, Patrick Bruel                                              |
| 18 février     | Ce que pensent les hommes                | États-Unis d'Amérique                                   | Ken Kwapis                   | Ginnifer Goodwin, Scarlett Johansson, Jennifer Aniston                             |
| 18 février     | The Wrestler                             | États-Unis d'Amérique                                   | Darren Aronofsky             | Mickey Rourke, Marisa Tomei, Evan Rachel Wood                                      |
| 18 février     | Donne-moi la main                        |                                                         | Pascal-Alex Vincent          | Victor Carril, Alexandre Carril, Anaïs Demoustier                                  |
| 18 février     | 35 rhums                                 |                                                         | Claire Denis                 | Alex Descas, Mati Diop, Nicole Dogué                                               |
| 25 février     | Cyprien                                  |                                                         | David Charhon                | Élie Semoun, Catherine Deneuve, Léa Drucker                                        |
| 25 février     | Underworld 3 : Le Soulèvement des Lycans | Drapeau des États-Unis · Drapeau de la Nouvelle-Zélande | Patrick Tatopoulos           | Rhona Mitra, Michael Sheen, Bill Nighy                                             |
| 25 février     | Bellamy                                  |                                                         | Claude Chabrol               | Gérard Depardieu, Clovis Cornillac, Jacques Gamblin                                |
| 25 février     | Gran Torino                              | États-Unis d'Amérique                                   | Clint Eastwood               | Clint Eastwood, Bee Vang, Geraldine Hughes                                         |
| 4 mars         | Harvey Milk                              | États-Unis d'Amérique                                   | Gus Van Sant                 | Sean Penn, Josh Brolin, Emile Hirsch                                               |
| 4 mars         | Last Chance for Love                     | États-Unis d'Amérique                                   | Joel Hopkins                 | Dustin Hoffman, Emma Thompson, Kathy Baker                                         |
| 4 mars         | Villa Amalia                             |                                                         | Benoît Jacquot               | Isabelle Huppert, Jean-Hugues Anglade, Xavier Beauvois                             |
| 4 mars         | Watchmen : Les Gardiens                  | États-Unis d'Amérique                                   | Zack Snyder                  | Jackie Earle Haley, Matthew Goode, Billy Crudup Jeffrey Dean Morgan Patrick Wilson |
| 11 mars        | Les Passagers                            | États-Unis d'Amérique                                   | Rodrigo García               | Anne Hathaway, Patrick Wilson, Chelah Horsdal                                      |
| 11 mars        | Le Premier Cercle                        |                                                         | Laurent Tuel                 | Jean Reno, Gaspard Ulliel, Vahina Giocante                                         |
| 11 mars        | I Love You, Man                          | États-Unis d'Amérique                                   | John Hamburg                 | Paul Rudd, Jason Segel                                                             |
| 11 mars        | Une nuit à New York                      | États-Unis d'Amérique                                   | Peter Sollett                | Michael Cera, Kat Dennings                                                         |
| 18 mars        | Coco                                     |                                                         | Gad Elmaleh                  | Gad Elmaleh, Manu Payet                                                            |
| 25 mars        | La Première Étoile                       |                                                         | Lucien Jean-Baptiste         | Lucien Jean-Baptiste, Anne Consigny                                                |

### Deuxième trimestre
| Sortie à Paris | Titre                               | Pays                  | Réalisateur                    | Distribution                                           |
| -------------- | ----------------------------------- | --------------------- | ------------------------------ | ------------------------------------------------------ |
| 1er avril      | Safari                              |                       | Olivier Baroux                 | Kad Merad, Lionel Abelanski, Frédérique Bel            |
| 1er avril      | Monstres contre aliens              | États-Unis d'Amérique | Rob Letterman et Conrad Vernon | Seth Rogen, Hugh Laurie, Kiefer Sutherland             |
| 1er avril      | Tempête de boulettes géantes        | États-Unis d'Amérique | Chris Miller et Phil Lord      |                                                        |
| 8 avril        | La Nostalgie de l'Ange              | États-Unis d'Amérique | Peter Jackson                  | Stanley Tucci, Mark Wahlberg, Rachel Weisz             |
| 8 avril        | Fast and Furious 4                  | États-Unis d'Amérique | Justin Lin                     | Vin Diesel, Paul Walker, Jordana Brewster              |
| 8 avril        | Ponyo sur la falaise                |                       | Hayao Miyazaki                 |                                                        |
| 15 avril       | OSS 117 : Rio ne répond plus        |                       | Michel Hazanavicius            | Jean Dujardin, Louise Monot                            |
| 22 avril       | Coco avant Chanel                   |                       | Anne Fontaine                  | Audrey Tautou, Benoît Poelvoorde                       |
| 22 avril       | Dans la brume électrique            |                       | Bertrand Tavernier             | Tommy Lee Jones                                        |
| 22 avril       | La dernière maison sur la gauche    |                       | Dennis Iliadis (en)            |                                                        |
| 29 avril       | Incognito                           |                       | Éric Lavaine                   | Bénabar, Franck Dubosc, Jocelyn Quivrin                |
| 29 avril       | X-Men Origins: Wolverine            | États-Unis d'Amérique | Gavin Hood                     | Hugh Jackman, Ryan Reynolds                            |
| 6 mai          | Star Trek                           | États-Unis d'Amérique | J. J. Abrams                   | Chris Pine, Zachary Quinto                             |
| 13 mai         | Anges et Démons                     | États-Unis d'Amérique | Ron Howard                     | Tom Hanks, Ewan McGregor                               |
| 20 mai         | La Nuit au musée 2                  | États-Unis d'Amérique | Shawn Levy                     | Ben Stiller, Robin Williams                            |
| 20 mai         | Confessions d'une accro du shopping | États-Unis d'Amérique | P. J. Hogan                    | Isla Fisher, Hugh Dancy, Kristin Scott-Thomas          |
| 27 mai         | Phenom                              | États-Unis d'Amérique | David Anspaugh                 | Chris Brown, Henry Simmons, Vanessa Lynn Williams      |
| 3 juin         | Terminator Renaissance              | États-Unis d'Amérique | McG                            | Christian Bale, Bryce Dallas Howard                    |
| 10 juin        | Sunshine Cleaning                   | États-Unis d'Amérique | Christine Jeffs                | Amy Adams, Emily Blunt, Alan Arkin                     |
| 17 juin        | Hannah Montana, le film             | États-Unis d'Amérique | Peter Chelsom                  | Miley Cyrus, Emily Osment, Mitchel Musso, Jason Earles |
| 24 juin        | L'An 1 : Des débuts difficiles      | États-Unis d'Amérique | Harold Ramis                   | Jack Black, Michael Cera                               |
| 24 juin        | Public Enemies                      | États-Unis d'Amérique | Michael Mann                   | Johnny Depp, Christian Bale, Marion Cotillard          |
| 24 juin        | Transformers 2 : la Revanche        | États-Unis d'Amérique | Michael Bay                    | Shia LaBeouf, Isabel Lucas, Rainn Wilson               |
| 24 juin        | Very Bad Trip                       | États-Unis d'Amérique | Todd Phillips                  | Bradley Cooper, Ed Helms, Zach Galifianakis            |

### Troisième trimestre
| Sortie à Paris                                    | Titre                                      | Pays                          | Réalisateur                 | Distribution                                                                             |
| ------------------------------------------------- | ------------------------------------------ | ----------------------------- | --------------------------- | ---------------------------------------------------------------------------------------- |
| 1er juillet                                       | L'Âge de glace 3 : Le Temps des dinosaures | États-Unis d'Amérique         | Carlos Saldanha             | Voix : Ray Romano, John Leguizamo, Denis Leary                                           |
| 8 juillet                                         | Bambou                                     |                               | Didier Bourdon              |                                                                                          |
| 15 juillet                                        | Harry Potter et le Prince de sang-mêlé     | États-Unis d'Amérique         | David Yates                 | Daniel Radcliffe, Rupert Grint, Emma Watson                                              |
| 29 juillet                                        | Là-haut                                    | États-Unis d'Amérique         | Bob Peterson Peter Docter   | Animation de Pixar                                                                       |
| 29 juillet                                        | Ninja assassin                             | États-Unis d'Amérique         | James McTeigue              | Jung Ji-Hoon, Rain, Rick Yune                                                            |
| 29 juillet                                        | L'Attaque du métro 123                     | États-Unis                    | Tony Scott                  | Denzel Washington, John Travolta                                                         |
| 5 août                                            | Land of the Lost                           | États-Unis d'Amérique         | Brad Silberling             | Will Ferrell, Danny R. McBride, Anna Friel                                               |
| 12 août                                           | Demain dès l'aube...                       |                               | Denis Dercourt              | Vincent Pérez, Jérémie Renier, Aurélien Recoing, Anne Marivin                            |
| 12 août                                           | G.I. Joe                                   | États-Unis d'Amérique         | Stephen Sommers             | Channing Tatum, Sienna Miller, Joseph Gordon-Levitt, Dennis Quaid                        |
| 19 août                                           | Numéro 9                                   | États-Unis                    | Shane Acker                 | Voix : John C. Reilly, Jennifer Connelly, Elijah Wood                                    |
| 19 août                                           | La Montagne ensorcelée                     | États-Unis                    | Andy Fickman                | The Rock, Carla Gugino, Ciarán Hinds                                                     |
| 19 août                                           | L'Assistant du vampire                     | États-Unis                    | Paul Weitz                  | John C. Reilly, Salma Hayek, Ken Watanabe                                                |
| 19 août                                           | Antichrist                                 |                               | Lars von Trier              | Willem Dafoe, Charlotte Gainsbourg                                                       |
| 19 août                                           | Inglourious Basterds                       | États-Unis d'Amérique         | Quentin Tarantino           | Brad Pitt, Mélanie Laurent, Christoph Waltz, Diane Kruger                                |
| 26 août                                           | 12 Rounds                                  | États-Unis d'Amérique         | Renny Harlin                | John Cena, Steve Harris, Aidan Gillen, Ashley Scott                                      |
| 26 août                                           | L'Abominable Vérité                        | États-Unis                    | Robert Luketic              | Katherine Heigl, Gerard Butler                                                           |
| 2 septembre                                       | No pasaran                                 |                               | Emmanuel Caussé Éric Martin | Cyril Lecomte, Élodie Navarre, Bernard Blancan, Rossy de Palma, Murray Head, Didier Pain |
| 16 septembre                                      | L'Armée du crime                           |                               | Robert Guédiguian           | Simon Abkarian, Virginie Ledoyen                                                         |
| 16 septembre                                      | District 9                                 | États-Unis · Nouvelle-Zélande | Neill Blomkamp              | Jason Cope, Robert Hobbs, Sharlto Copley                                                 |
| 23 septembre                                      | L'Affaire Farewell                         |                               | Christian Carion            | Guillaume Canet                                                                          |
| 30 septembre                                      | Le Petit Nicolas                           |                               | Laurent Tirard              | Kad Merad, Valérie Lemercier, Daniel Prévost                                             |
| Les dates de sortie sont sujettes à modifications |                                            |                               |                             |                                                                                          |

### Quatrième trimestre
| Sortie à Paris | Titre                                | Pays       | Réalisateur          | Acteurs Principaux'                                                  |
| -------------- | ------------------------------------ | ---------- | -------------------- | -------------------------------------------------------------------- |
| 14 octobre     | The Descent: Part 2                  |            | Jon Harris           | Shauna Macdonald, Natalie Mendoza                                    |
| 21 octobre     | Le Ruban blanc                       |            | Michael Haneke       | Christian Friedel, Ernst Jacobi (en), Leonie Benesch                 |
| 21 octobre     | Lucky Luke                           |            | James Huth           | Jean Dujardin, Michaël Youn                                          |
| 28 octobre     | Micmacs à tire-larigot               |            | Jean-Pierre Jeunet   | Dany Boon, André Dussollier, Yolande Moreau                          |
| 28 octobre     | This is it                           |            | Kenny Ortega         | Michael Jackson                                                      |
| 4 novembre     | Saw VI                               | États-Unis | Kevin Greutert       | Tobin Bell, Costas Mandylor, Betsy Russell, Shawnee Smith            |
| 11 novembre    | 2012                                 | États-Unis | Roland Emmerich      | Danny Glover, John Cusack, Thandie Newton                            |
| 11 novembre    | L'Imaginarium du docteur Parnassus   | États-Unis | Terry Gilliam        | Johnny Depp, Jude Law, Heath Ledger                                  |
| 11 novembre    | D'une seule voix                     | France     | Xavier de Lauzanne   |                                                                      |
| 18 novembre    | Twilight, chapitre II : Tentation    | États-Unis | Chris Weitz          | Robert Pattinson, Kristen Stewart, Taylor Lautner                    |
| 25 novembre    | Vincere                              | Italie     | Marco Bellocchio     | Giovanna Mezzogiorno, Filippo Timi                                   |
| 25 novembre    | Capitalism : A Love Story            | États-Unis | Michael Moore        | Michael Moore                                                        |
| 2 décembre     | Arthur et la Vengeance de Maltazard  |            | Luc Besson           | Freddie Highmore, Lou Reed (voix américaines)                        |
| 9 décembre     | Fantastique Maître Renard            | États-Unis | Wes Anderson         | George Clooney, Cate Blanchett                                       |
| 9 décembre     | Green Zone                           | États-Unis | Paul Greengrass      | Matt Damon, Amy Ryan, Greg Kinnear                                   |
| 9 décembre     | Astro Boy                            | États-Unis | David Bowers         | Freddie Highmore, Nicolas Cage, Donald Sutherland (voix américaines) |
| 16 décembre    | Avatar                               | États-Unis | James Cameron        | Sigourney Weaver, Sam Worthington, Zoë Saldaña                       |
| 23 décembre    | Edge of Darkness (Hors de contrôle ) | États-Unis | Martin Campbell      | Mel Gibson, Ray Winstone, Bojana Novakovic                           |
| 23 décembre    | Alvin et les Chipmunks 2             | États-Unis | Ross Bagdasarian Jr. | Jason Lee, Cameron Richardson, David Cross                           |
| Halloween 7    |                                      |            |                      |                                                                      |

## Principaux décès

### 1ertrimestre
Janvier 2009
- 1er janvier : Edmund Purdom, 82 ans, acteur et réalisateur britannique[40].
- 3 janvier : Pat Hingle, 84 ans, acteur et producteur de cinéma américain[41].
- 10 janvier : Georges Cravenne, 94 ans, producteur de cinéma français. Créateur des César du cinéma[42].
- 12 janvier : Claude Berri, 74 ans, réalisateur de cinéma, acteur, scénariste et producteur de cinéma français[43].
- 13 janvier : Patrick McGoohan, 80 ans, acteur américain. Premier rôle de la série Le Prisonnier[44].
- 26 janvier : Darrell Sandeen, 78 ans, acteur américain[45],[46].

Février 2009
- 2 février : Jean Martin, 86 ans, acteur français.
- 2 février : François Villiers, 88 ans, réalisateur et scénariste français[47].
- 3 février : Roland Lesaffre, 81 ans, acteur français[48].
- 6 février : James Whitmore, 87 ans, acteur américain[49].
- 11 février : Albert Barillé, 88 ans, producteur, réalisateur et scénariste, créateur de Colargol[50].
- 12 février : Claude Nollier, 89 ans, actrice française.
- 18 février : Franz Marischka, 90 ans, réalisateur et scénariste autrichien[51].
- 21 février : André Langevin, 81 ans, écrivain, journaliste et réalisateur québécois[52].

Mars 2009
- 1er mars : Joan Turner, 86 ans, actrice et chanteuse britannique[53].
- 3 mars : Sydney Earle Chaplin, 82 ans, acteur de cinéma et de théâtre américain[54].
- 4 mars : Salvatore Samperi, 64 ans, réalisateur italien.
- 7 mars : Tullio Pinelli, 100 ans, scénariste italien.
- 11 mars : Peter Bacso, 81 ans, acteur hongrois[55].
- 13 mars : Betsy Blair, 85 ans, actrice américaine[56].
- 14 mars : Millard Kaufman, 92 ans, scénariste et écrivain américain[57].
- 15 mars : Ron Silver, 62 ans, acteur américain[58].
- 18 mars : Natasha Richardson, 45 ans, actrice britannique[59].
- 24 mars : Nand Buyl, 86 ans, réalisateur et acteur belge[60].
- 29 mars : Maurice Jarre, 84 ans, compositeur français de musique de film[61].
- 29 mars : Andy Hallett, 33 ans, acteur américain[62].

### 2etrimestre
Avril 2009
- 6 avril : Damouré Zika, 85 ans, acteur nigérien[63].
- 12 avril : Marilyn Chambers, 56 ans, actrice pornographique américaine[64].
- 19 avril : Philippe Nicaud, 82 ans, acteur et chanteur français[65].
- 22 avril : Jack Cardiff, 94 ans, directeur de la photographie et réalisateur britannique[66].
- 22 avril : Ken Annakin, 94 ans, réalisateur britannique[67].
- 23 avril : Bernard Haller, 75 ans, acteur et humoriste suisse.
- 25 avril : Beatrice Arthur, 86 ans, actrice américaine[68].
- 26 avril : Claude Desailly, 87 ans, scénariste et dialoguiste français[69].

Mai 2009
- 4 mai : Fritz Muliar, 89 ans, acteur autrichien[70].
- 4 mai : Dom DeLuise, 75 ans, acteur, producteur et réalisateur américain[71].
- 7 mai : John Furia, 79 ans, scénariste et producteur américain[72].
- 12 mai : Roger Planchon, 77 ans, dramaturge, metteur en scène, et cinéaste français[73].
- 13 mai : Nikola Hejko, 48 ans, cinéaste ukrainien[74]
- 18 mai : Wayne Allwine, 62 ans, acteur américain[75].
- 20 mai : Oleg Yankovski, 65 ans, acteur russe[76].
- 20 mai : Lucy Gordon, 28 ans, actrice britannique[77].

Juin 2009
- 3 juin : 
  - Shih Kien, 96 ans, acteur chinois
  - David Carradine, 72 ans, acteur, réalisateur, scénariste et compositeur américain[78].
- 9 juin : Karl Michael Vogler, 80 ans, acteur allemand[79].
- 14 juin : Yves-Marie Maurin, 65 ans, acteur français.
- 23 juin : Ed McMahon, 86 ans, acteur, producteur et scénariste américain[80].
- 25 juin : Farrah Fawcett, 62 ans, actrice américaine[81].
- 25 juin : Michael Jackson, 50 ans, chanteur, danseur-chorégraphe, auteur-compositeur-interprète, acteur et homme d'affaires américain[81].
- 27 juin : Gale Storm, 87 ans, actrice américaine[82].
- 28 juin : Fred Travalena, 66 ans, acteur américain[83].
- 29 juin : Jan Rubes, 89 ans, acteur, musicien, producteur et réalisateur canadien.

### 3etrimestre
Juillet 2009
- 1er juillet : Karl Malden, 97 ans, acteur américain[84].
- 12 juillet : François Leccia, 60 ans, acteur français
- 22 juillet : André Falcon, 85 ans, acteur français.
- 31 juillet : Jean-Paul Roussillon, 78 ans, acteur français[85].

août 2009
- 11 août : Marc François, 58 ans, acteur de doublage français.
- 16 août : Roger Mollien, 78 ans, acteur et metteur en scène français.

Septembre 2009
- 6 septembre : Sim, 83 ans, acteur et humoriste français[86].
- 14 septembre : Patrick Swayze, 57 ans, acteur américain[87].
- 25 septembre : Pierre Falardeau, 62 ans, réalisateur québécois[88].

### 4etrimestre
Octobre 2009
- 23 octobre : Paul Carpita, 86 ans, réalisateur français.
- 25 octobre : Remo Forlani, 82 ans, écrivain, dramaturge, critique de cinéma, réalisateur et scénariste français.
- 27 octobre : Pierre Doris, 89 ans, acteur et humoriste français.

Novembre 2009
- 3 novembre : Christian Barbier, 85 ans, acteur belge.
- 7 novembre : Anselmo Duarte, 89 ans, réalisateur brésilien.
- 15 novembre : Jocelyn Quivrin, 30 ans, acteur français.
- 28 novembre : Gilles Carle, 81 ans, graphiste plasticien, réalisateur, scénariste, monteur et producteur québécois.

Décembre 2009
- 9 décembre : Gene Barry, 90 ans, acteur américain.
- 17 décembre : Jennifer Jones, 90 ans, actrice américaine.
- 20 décembre : Brittany Murphy, 32 ans, actrice américaine.